# Wessex
Wessex (contracció en anglès antic west sax de "saxons de l'oest") és un dels regnes de l'heptarquia anglosaxona. Situat al sud de Gran Bretanya, va perdurar des del 519 fins a la unificació del regne d'Anglaterra el 927, regne que va dominar precisament la casa de Wessex. El seu símbol heràldic és una víbria d'or sobre fons vermell. Va destacar durant l'alta edat mitjana per la resistència contra les invasions dels vikings gràcies a la seva xarxa de fortaleses i al poder guerrer dels seus senyors feudals.

## Origen

Versió moderna de la bandera de Wessex (1965)

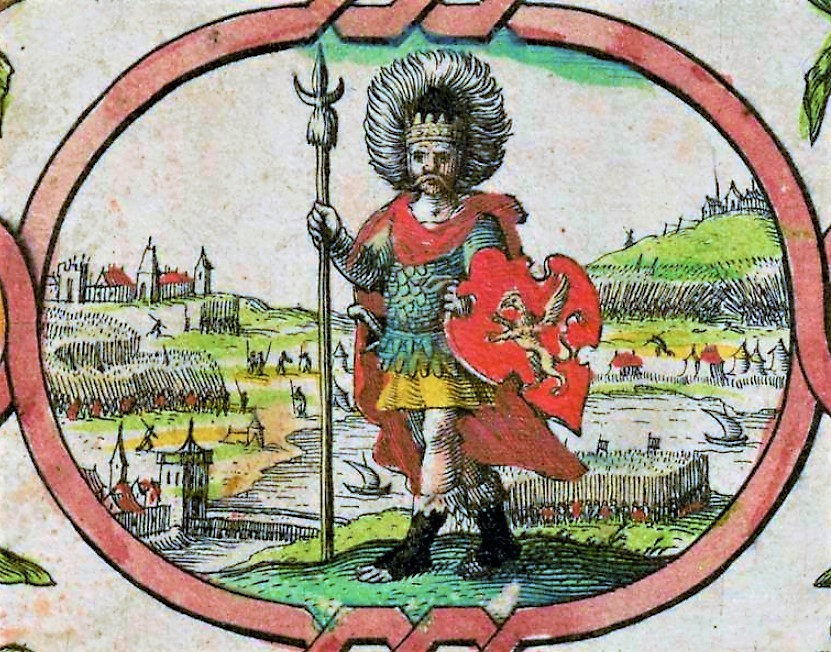
Representació imaginarària de Cerdic

Segons la Crònica anglosaxona, Wessex va ser fundat pel cabdill saxó Cerdic i el seu fill Cynric, que arribats del continent, van conquerir la costa d'Hampshire i l'illa de Wight.
La crònica dona l'any 495 com la data de l'arribada de Cerdic i els seus a bord de cinc naus. Els invasors derrotaren els britons locals, fundant el seu propi regne. Els següents anys van capturar Winchester i Silchester, expandint el regne en el que actualment és el comtat de Hampshire. A Cerdic el va succeir el seu fill Cynric cap al 534. i a aquest el va succeir el seu fill Ceawlin el 581, qui va conquerir entre altres Somerset, Cirencester, Gloucester i Bath, obrint pas cap al sud-oest i rebent el títol de Bretwalda.
A finals dels 630, sota el regnat de Cynegils, Wessex va patir diversos atacs del poderós rei de Mèrcia Penda. Per poder fer-li front, Cynegils es va aliar amb Osvald de Northúmbria, rei cristià del nord i potser per aquesta raó i perquè Penda era pagà, Cynegils es va convertir al cristianisme. Malgrat tot, Penda va capturar totes les terres de Wessex al nord del Tàmesi, pressionant amb força les fronteres que separaven els dos regnes veïns. El fill de Cynegils, Cenwalh, va pujar al tron el 642 i va intentar apropar-se a Penda casant-se amb la seva filla, però el matrimoni no va reeixir i poc temps després Cenwalh repudiava la seva esposa. Penda, ofès, va envair Wessex i el va obligar a fugir per un període d'almenys tres anys. Durant aquest temps. Cenwalh va refugiar-se a Ànglia de l'Est on es va convertir al cristianisme, com el seu pare. A la mort de Penda, Cenwalh va retornar a Wessex i va conquerir Somerset. Com Wulfhere, el nou rei de Mèrcia, seguia pressionant les fronteres cap al sud, Cenwealh va establir un bisbat a Winchester, abandonant el de Dorchester. Winchester va esdevenir la capital de Wessex, que era ja oficialment un regne cristià.
Després de la mort de Cenwealh el 673, la corona va passar a la seva vídua Seaxburgh durant un any; Æscwine que va regnar dos anys més i finalment Centwine de Wessex, qui va ser succeït per Cædwalla. Aquest va regnar només durant dos anys, però va aconseguir una dramàtica expansió del regne en conquerir Sussex, Kent i l'illa de Wight.
El següent en el tron, Ine, va regnar durant 38 anys. Va emetre un codi legal i va establir un segon bisbat. Quan va abdicar, la corona va passar per tot un seguit de reis menors i Wessex va quedar a l'ombra de Mèrcia, el regne més poderós de les illes, si bé Wessex es va continuar expandint a l'oest conquerint Dumnònia i Devon a expenses dels britons.

## Hegemonia de Wessex i ràtzies vikingues
La sort de Wessex va canviar el 802 amb l'arribada al poder d'Egbert, descendent d'un germà del rei Ine. Guerrer i bel·licós, aviat va llançar un parell de campanyes contra els gal·lesos, el 813 i el 825, reduint també els petits grups de britons que quedaven a Devon i prenent control de Cornualla (Gran Bretanya). El 825 va capgirar el poder polític d'Anglaterra en derrotar el rei de Mèrcia Beornwulf a la batalla d'Ellendun i prenent el control de Surrey, Sussex, el Regne de Kent i Essex. El 829 conqueria la mateixa Mèrcia enviant el nou rei Wiglaf a l'exili i prenent control de Northúmbria. Va esdevenir així rei suprem o bretwalda de l'heptarquia anglosaxona, si bé Wiglaf va retornar i restaurar de nou la independència de Mèrcia dos anys més tard.
Durant els darrers anys del seu regnat, Egbert va patir les primeres incursions vikings, que començaren el 835. El 851 una gegantesca flota danesa de 350 naus arribaren a l'estuari del Tàmesi, derrotaren el rei de Mèrcia Beorhtwulf i es disposaren a envair Wessex, però foren seriosament derrotats pel successor d'Egbert, Æthelwulf, en la sagnant batalla d'Aclea.
El 855-6, igual que els seus predecessors, Caenwall i Ine, Aethelwulf va emprendre un pelegrinatge a Roma, moment que va aprofitar el seu fill Aethelbald per prendre-li el poder. Quan Aethelfwulf va tornar i per evitar una guerra civil amb el seu fill, va dividir el regne en dos parts i ell es quedà als nous territoris de l'est. A la seva mort, el van succeir els seus quatre fills: primer el citat Aethelbald; després Ethelbert que va unificar de nou el regne; després Aethelred, i finalment Alfred el Gran.

## El darrer regne anglès
El 865, el Gran exèrcit pagà de vikings danesos desembarcava a Anglaterra i conqueria fàcilment els regnes de Northúmbria i Ànglia de l'Est. Els vikings envairen Wessex, enfrontant-se en diverses ocasions al rei Ethelred de Wessex i el seu germà Alfred. Després de nombroses batalles, Alfred va comprar la pau a canvi d'una gran quantitat d'or. Els danesos van dedicar-se llavors a conquerir Mèrcia i alguns es van assentar a Northúmbria, però la majoria va retornar a Wessex el 876. Després de diverses batalles, Alfred va haver de fugir i refugiar-se als aiguamolls de Somerset, però des d'allí va ser capaç de reorganitzar i liderar la reconquesta i va derrotar els vikings a la decisiva batalla d'Edington, expulsant-los de Wessex cap a Ànglia de l'Est.
Alfred va reformar el govern, les defenses i l'exèrcit. Va construir una flota de guerra i una xarxa de fortaleses per protegir-se de les ràtzies vikingues. També va reformar la justícia, va emetre un nou codi legal i va promoure l'educació i la cultura, traduint nombrosos textos del llatí a l'anglès. Alfred va orquestrar la composició de la Crònica anglosaxona i l'anglès parlat a Wessex va esdevenir la base de l'anglès antic, sobretot en la part escrita.
La conquesta danesa havia destruït els antics regnes anglosaxons de Northúmbria i Ànglia de l'Est, i també havia dividit Mèrcia en dos parts. A la mort de Ceolwulf II, el seu successor Aethelred va reconèixer el domini d'Alfred i es va casar amb la seva filla Ethelfleda, deixant Alfred com únic rei d'Anglaterra.

## Unificació d'Anglaterra
El successor d'Alfred, Eduard el Vell va annexionar Londres, Oxford, Middlesex i altres parts de Mèrcia. Entre el 913 i 918 va liderar diverses ofensives contra els vikings que van recuperar totes les terres al sud del riu Humber. A la mort de la seva germana Ethelfleda, reina de Mèrcia, va unificar els dos regnes i el seu fill Etelstan va conquerir Northúmbria, reunint tota Anglaterra per primera vegada. El regne de Wessex havia esdevingut el Regne d'Anglaterra.
Després de la conquesta d'Anglaterra per part de Canut II de Dinamarca el 1016, es van establir diversos comtats o earldoms en els antics regnes de Northúmbria, Mèrcia i Ànglia de l'Est, quedant Wessex en mans del noble Godwin de Wessex i el seu fill Harold, A la mort d'Eduard el Confessor i l'efímera restitució de la Casa de Wessex el 1066, Harold va esdevenir rei fins a la conquesta normanda.
La derrota i mort de Harold en la batalla de Hastings el 1066 va marcar la fi de Wessex com unitat política.